# Каа
Каа (англ. Kaa) — персонаж из сборника рассказов «Книга джунглей» английского писателя Редьярда Киплинга, тигровый питон, друг и один из воспитателей Маугли. В драматических произведениях и мультфильмах по книге зачастую изображается как удав («удав Каа»).

## Мнения критиков
У Киплинга Каа является советником Маугли; по словам Дж. МакМастер, он часть «Троицы», олицетворяющей силу (Балу), любовь (Багира), знание (Каа). В диснеевском мультфильме Каа, наоборот, выступает как антагонист Маугли «второго плана».
Различие в подходе к Каа у самого Киплинга (очень опасный, но «мудрый и человечный») и Диснея (воплощение зла) привлекает внимание. Гупта считает, что Каа — наиболее зловещий персонаж в книге: в джунглях все, кроме Маугли, побаиваются его; даже союзники предпочитают держаться на безопасном расстоянии. Дисней, по мнению Гупты, не мог позволить себе изобразить эпизоды безжалостной войны за верховенство в джунглях, в которых подчёркивается как мудрость, так и жестокость Каа; питон у Диснея потому вышел глуповатым злодеем.
По мнению Роджера Сэйла, Каа, подобно многим другим персонажам-животным, характеризуется в книге немногочисленными привычками, стереотипными для реальных животных. Черты этих животных потому напоминают законы природы, их невозможно описать в терминах добра или зла.

## Охота Каа
В Книге джунглей описана охота Каа на обезьян (это одна из всего двух сцен охоты во всей книге). Каа гипнотизирует своих жертв, заставляя их самих приближаться к нему.
В советском мультипликационном сериале «Маугли» (студия Союзмультфильм) второй фильм — «Маугли. Похищение» (1968 год) — основан на рассказе «Охота питона Каа» и посвящён похищению Маугли бандар-логами и его освобождению. В кульминационной сцене фильма Каа освобождает Маугли, гипнотизирует обезьян и командует им «подойдите ближе» перед тем, как Багира и Балу уводят Маугли. По мнению Сергея Кузнецова, это «самый яркий образ смерти во всей мировой мультипликации».

### Песня Каа
В сцене охоты Каа на бандар-логов Киплинг упоминает, что, гипнотизируя обезьян, Каа напевает негромкую песню. В книге гипноз действует на животных, но не на Маугли («я увидел всего-навсего большую змею, делающую глупые круги»).
Для диснеевского мультфильма была сочинена «песня Каа», которая вызывает ассоциации с чёрной магией и гипнозом. Для имитации шипения змеи в песне применяется аллитерация и ономатопея. В мультфильме Каа успешно усыпляет Маугли (храп которого включен в ритм песни).

## Имя
Жан Перро утверждает, что имя Каа (подобно именам Балу и Багиры), было заимствовано Киплингом из древнеегипетского трактата «Беседа разочарованного со своим Ба». Сам Киплинг говорит, что имя им было выдумано как звукоподражание шипению змеи.